# Paris-Bourges 1913
Paris-Bourges 1913 est la 1re édition de la course cycliste Paris-Bourges.
Elle se déroule le 28 septembre 1913 entre Ville-d'Avray (Seine-et-Oise) et Bourges (Cher), sur une distance de 230 kilomètres.

## Présentation
La première édition de Paris-Bourges est une course interclub organisée par le vélodrome de Bourges.
Les dossards sont remis dès 7 h au restaurant du Père-Auto de Ville-d'Avray (Seine-et-Oise).

### Parcours
La course n'est pas lancée de Paris mais de Ville-d'Avray et traverse le territoire de quatre départements : Seine-et-Oise, Loiret, Loir-et-Cher et Cher.
| Communes ou localité     | Département   | km  | Remarque                                    |
| ------------------------ | ------------- | --- | ------------------------------------------- |
| Ville-d'Avray            | Seine-et-Oise | 0   | Départ à 8h00                               |
| Versailles               | Seine-et-Oise |     |                                             |
| Châteaufort              | Seine-et-Oise |     |                                             |
| Saint-Rémy-lès-Chevreuse | Seine-et-Oise |     |                                             |
| Limours                  | Seine-et-Oise |     |                                             |
| Dourdan                  | Seine-et-Oise |     |                                             |
| Authon-la-Plaine         | Seine-et-Oise |     |                                             |
| Saint-Escobille          | Seine-et-Oise |     |                                             |
| Pussay                   | Seine-et-Oise |     |                                             |
| Angerville               | Seine-et-Oise |     |                                             |
| Allainville              | Loiret        |     |                                             |
| Acquebouille             | Loiret        |     |                                             |
| Bazoches                 | Loiret        |     |                                             |
| Saint-Lyé                | Loiret        |     |                                             |
| Orléans                  | Loiret        |     | contrôle à l'hôtel du Berry                 |
| La Ferté-Saint-Aubin     | Loiret        |     |                                             |
| Lamotte-Beuvron          | Loir-et-Cher  |     |                                             |
| Nouan-le-Fuzelier        | Loir-et-Cher  |     |                                             |
| Salbris                  | Loir-et-Cher  |     |                                             |
| Vierzon                  | Cher          |     |                                             |
| Mehun-sur-Yèvre          | Cher          |     |                                             |
| Bourges                  | Cher          | 230 | Arrivée au vélodrome après 4 tours de piste |

## Classement final
La course est remportée par le Français René Pichon, natif du Cher.
| \| Classement général \| Classement général \| Classement général \| Classement général \| Classement général \| \| Coureur \| Coureur \| Pays \| Équipe \| Temps \| \| ------------------ \| ------------------ \| ------------------ \| ------------------ \| ------------------ \| \| 1er \| René Pichon \| France \| \| \| \| 2e \| Guillaume Bonnet \| France \| \| \| \| 3e \| Charles Juseret \| Belgique \| \| \| \| 4e \| Gabriel Rérolle \| France \| \| \| \| 5e \| José Pelletier \| France \| \| \| \| 6e \| René Vandenhove \| France \| \| \| |                  |          |        |       |
| |                  |          |        |       |
| |                  |          |        |       |
| Classement général |                  |          |        |       |
| Coureur | Coureur          | Pays     | Équipe | Temps |
| 1er | René Pichon      | France   |        |       |
| 2e | Guillaume Bonnet | France   |        |       |
| 3e | Charles Juseret  | Belgique |        |       |
| 4e | Gabriel Rérolle  | France   |        |       |
| 5e | José Pelletier   | France   |        |       |
| 6e | René Vandenhove  | France   |        |       |